# مارگوس لیوو
مارگوس لیوو (استونیایی: Margus Leivo; ۲۸ مهٔ ۱۹۵۴ – ۲۱ اوت ۲۰۱۹) سیاستمدار اهل استونی بود. وی از سال ۲۰۰۳ تا ۲۰۰۵ وزیر کشور استونی بوده است.